# Faustina Álvarez García
Faustina Álvarez García (León, 15 de febrero de 1874 - Canales-La Magdalena, 1927) fue una maestra e inspectora española. Obtuvo, por oposición, las plazas de maestra en Llanos de Alba (León), Barcia (Valdés, Asturias) y Miranda (Asturias), su última escuela, donde fue maestra entre 1910 y 1916. Fue la primera mujer española en acceder al cargo de inspectora de educación.

## Trayectoria
Álvarez García era muy conocida y valorada en su zona por su aportación, en el ámbito educativo, a la sociedad del momento. Durante el ejercicio de su magisterio en Miranda, renovó las metodologías e introdujo nuevos métodos de enseñanza. Esos años dieron lugar a la fundación de la Mutualidad escolar "Perpetuo socorro" en colaboración con el entonces maestro José Artime, en 1914. También promovió otras iniciativas en la escuela como El Delantal o la Cantina Escolar. Las oposiciones a las que se presentó en Avilés la convirtieron en inspectora de Primera Enseñanza.
Álvarez presentó un trabajo al concurso convocado por la Federación Nuestra Señora de la Victoria de las Mutualidades de Melilla, titulado "Medios prácticos de fomentar la Previsión popular en la zona de influencia de influencia española de Marruecos" que fue galardonado en el certamen.
Madre del dramaturgo Alejandro Casona, se decía de ella que era una mujer progresista, liberal y con un espíritu dinámico y resuelto que orientó su inteligencia y capacidad de organización a mejorar el sistema educativo de la época.
Falleció a los 53 años en Canales, un pueblo de León, por cáncer de garganta. Su trayectoria sirvió de inspiración para mujeres de la época que quisieron hacerse un hueco en el mundo de la educación.

## Reconocimientos
Hay una calle con su nombre en León y otra en La Magdalena, pueblo vecino a su Canales natal. También se llama "Faustina Álvarez García" el Centro de Educación de Personas Adultas (Cepa) de la capital leonesa.
El Centro de Estudios del Alfoz de Gauzón (CEAG) creó el premio "Faustina Álvarez García" para trabajos fin de máster vinculados a áreas afines a las de la entidad que convoca: Historia, Patrimonio Cultural, Historia del Arte, Geografía o Musicología y ubicados en los concejos del antiguo Alfoz de Gauzón: Avilés, Carreño, Castrillón, Corvera, Gozón e Illas.